# Physochlaina capitata
Physochlaina capitata ist eine Pflanzenart aus der Gattung der Physochlaina in der Familie der Nachtschattengewächse (Solanaceae).

## Beschreibung
Physochlaina capitata ist eine 50 bis 70 cm hohe Pflanze. Die Wurzel wird bis zu 3,5 cm dick, die Rhizome sind drehrund und messen etwa 4 mm im Durchmesser. Die Stängel sind drüsig behaart und meist unverzweigt. Die Laubblätter besitzen 3 bis 7 cm lange Blattstiele, die Blattspreite ist elliptisch oder eiförmig elliptisch, sie wird 4 bis 8 cm lang und 2 bis 4 cm breit. Auf der Blattunterseite sind sie entlang der Adern fein behaart. Die Basis ist abgeschnitten, breit keilförmig oder breit herzförmig, nach vorn sind sie spitz oder stumpf. Der Blattrand ist ganzrandig, geschwungen oder seltener mit ein oder zwei Paaren von groben, dreieckigen Zähnen besetzt.
Die Blütenstände sind endständige, wenigblütige, kopfförmige Gruppen. Die Blüten sind nahezu aufsitzend. Der Kelch ist trichterförmig und etwa 6 mm lang. Er ist mit dreieckigen Lappen besetzt, die etwa halb so lang wie die Kelchröhre sind. Auf der Außenseite ist der Kelch bewimpert drüsig behaart. Die trichterförmige Krone ist gelb gefärbt, in der Kronröhre blass purpurn. Die Krone wird etwa 1,3 cm lang und ist mit 3 mm langen, eiförmig-dreieckigen Kronlappen besetzt. Die Staubblätter setzen in der Mitte der Kronröhre an und stehen leicht über die Krone hinaus. Die Staubbeutel sind eiförmig und etwa 1 mm lang. Der Griffel steht nicht über die Krone hinaus.
An der Frucht verlängern sich die Blütenstiele auf 1 bis 3 mm, der Kelch ist spärlich drüsig behaart und wird glockenförmig und misst 1,3 bis 1,6 cm in der Länge und 1 bis 1,2 cm im Durchmesser. Er weist 10 unauffällige, längsgerichtete Rippen auf und ist mit abstehenden, kurzen, dreieckigen, gleichförmigen Zipfeln von etwa 4 mm Länge besetzt. Die Frucht ist eine kugelförmige Kapsel mit einem Durchmesser von 5 bis 6 mm. Die Samen sind orange-gelb, nierenförmig und messen etwa 2,5 × 1,5 mm.

## Verbreitung
Die Art wächst auf grasigen Hängen und in Felsspalten. Die Vorkommen liegen im chinesischen Xinjiang.